# Кюрдистански хребет
Кюрдистанския хребет (на персийски: کوه های کردستان, Kūhhā-ye Kordestān) е планински хребет в Северозападен Иран, по границите с Турция и Ирак, разположен в крайната южна част на Арменската планинска земя. Простира се от север-северозапад на юг-югоизток на протежение от 240 km от дълбоката проломна долина на река Котур (десен приток на Аракс) на север до големия завой на река Малък Заб (ляв приток на Тигър) на юг. На север долината на Котур го отделя от граничния (между Турция и Иран) хребет Котур (3623 m), а на юг долината на Малък Заб – от планината Загрос. На запад долините на реките Голям Заб (ляв приток на Тигър) и нейните притоци Нехил и Шемдинан го отделят от Кюрдистанските планини (Хакяри), а на изток склоновете му постепенно се понижават към котловината на безотточното езеро Урмия (Резайе). Максималната му височина е връх Мордаг 3810 m, издигащ се в северната му част, на турска територия. Изграден е предимно от кристалинни и метаморфозирани шисти, мрамори и пясъчници. Дълбоко е разчленен от къси, но дълбоки, а понякога и напречни дефилета. На изток текат къси и маловодни реки (Зола, Назлъчай, Барандуз и др.) вливащи се в езерото Урмия, а на запад – реките Голям и Малък Заб и техните притоци Нехил, Шемдинан, Баразгирд и др. По западните му по-влажни склонове са разпространени редки дъбови гори, а по източните – планински сухи степи. Най-високите части са покрити с алпийски пасища и фригана.